# King of Burlesque
King of Burlesque ist ein US-amerikanischer Tanzfilm aus dem Jahr 1936. Er wurde von Kenneth Macgowan unter der Regie von Sidney Lanfield produziert. Das Drehbuch stammt von Gene Markey und Harry Tugend nach einer Geschichte von Viña Delmar. Die Adaption stammt von James Seymour. Die Premiere des Filmes fand am 3. Januar 1936 in den USA statt.

## Handlung
Kerry Bolton, ein Burlesque-Theaterproduzent, erhält die Chance ein Broadway-Theater zu leiten. Mit seiner treuen Sängerin Pat Doran schafft er den Durchbruch und wird erfolgreich und berühmt. Durch den Erfolg gelangt er in gehobene Kreise und heiratet die Society-Lady Rosalind Cleve, die von einer eigenen Theaterkarriere träumt. Sie überzeugt Kerry, einige Stücke mit ihr als Darstellerin zu produzieren, die allesamt floppen. Beleidigt lässt Rosalind sich von Kerry scheiden. Pat, die nach England gereist war, um zu heiraten, kehrt nach einer Enttäuschung zurück nach New York. Sie trommelt ihre Burlesque-Kolleginnen zusammen, und gemeinsam stellen sie ein Stück auf die Beine, mit dem sie Kerry wieder auf die Erfolgsspur zurückführen.

## Auszeichnungen
Sammy Lee wurde 1936 für King of Burlesque für einen Oscar in der Kategorie Beste Tanzregie nominiert.